# Podocarpus milanjianus
Podocarpus milanjianus är en barrträdart som beskrevs av Alfred Barton Rendle. Podocarpus milanjianus ingår i släktet Podocarpus och familjen Podocarpaceae. IUCN kategoriserar arten globalt som livskraftig. Inga underarter finns listade i Catalogue of Life.